# ميليسا ديماركو
ميليسا ديماركو (بالإنجليزية: Melissa DiMarco)‏ هي ممثلة ومنتجة وشخصية تلفزيونية كندية، ولدت يوم 1 يناير 1976 في تورونتو في كندا. لقد ظهرت بالتمثيل في الأفلام والتلفزيون. اشتهرت بدورها في دور دافني هاتزيلاكوس في المسلسل الدرامي المراهق دغراسي: الجيل التالي (2002-2010) وكمقدمة برنامجها التلفزيوني المشترك هناك مع ميليسا دي ماركو [الإنجليزية].

## روابط خارجية
- ميليسا ديماركو على موقع IMDb (الإنجليزية)
- ميليسا ديماركو على موقع أول موفي (الإنجليزية)
- ميليسا ديماركو على موقع قاعدة بيانات الفيلم (الإنجليزية)
- ميليسا ديماركو على موقع كينوبويسك (الروسية)